# 오현동
캐러멜(본명 오현동, 1982년 10월 27일 ~ )은 대한민국의 인터넷 웹툰 만화가이다. 대한민국의 웹툰 만화가 네온비의 배우자이다.

## 작품
- 《남아돌아》
  - 2005년 1월부터 2006년 2월까지 92회분으로 다음 연재
- 《오리우리》
  - 2006년 5월부터 2007년 5월까지 86회분으로 다음 연재
- 《미스문방구매니저》
  - 2007년 11월부터 2009년 2월까지 98회분으로 다음 연재
- 《셔틀맨》
  - 2009년 10월부터 2010년 6월까지 42회분으로 다음 연재
- 《다이어터》
  - 2011년 2월부터 2012년 7월까지 110회분으로 다음 연재